# عموم (فیلم)
عموم فیلمی در گونهٔ درام به نویسندگی و کارگردانی امیلیو استوس محصول سال ۲۰۱۸ ایالات متحده آمریکا است.

## بازیگران
- امیلیو استوس
- الک بالدوین
- کریستین اسلیتر
- جنا مالون
- تیلور شیلینگ
- مایکل کی ویلیامز
- جفری رایت
- گبریل یونیون
- جیکوب بارگاس
- ریچارد تی جونز
- کی هونگ لی